# Volha Aljakszejevna Havarcova
Volha Aljakszejevna Havarcova (belaruszul: Вольга Аляксееўна Гаварцова, oroszul: Ольга Алексеевна Говорцова [Olga Alekszejevna Govorcova]; Pinszk, 1988. augusztus 23.) fehérorosz teniszezőnő, párosban junior Grand Slam-tornagyőztes (2004), olimpikon.
2002-ben kezdte profi pályafutását, és eddigi karrierje során párosban nyolc WTA- és egy WTA 125K tornát nyert meg, emellett kilenc egyéni és három páros ITF-tornán végzett az első helyen. Legjobb egyéni világranglista-helyezése egyéniben a 35. helyezés, ezt 2008 júniusában érte el, párosban a 24. hely, amelyen 2011. augusztus 29-én állt.
A Grand Slam-tornákon egyéniben a legjobb eredményét a 2015-ös wimbledoni teniszbajnokságon érte el, ahol a 4. körig jutott. Párosban mind a négy Grand Slam-tornán a 3. kör volt a legjobb eredménye.
Fehéroroszország képviseletében részt vett a 2008-as pekingi olimpián. 2008–2017 között 39 alkalommal szerepelt Fehéroroszország Fed-kupa-válogatottjában.

### Junior Grand Slam döntői

#### Páros

##### Győzelmek (1)
| Év   | Bajnokság | Borítás | Partner            | Ellenfél                         | Eredmény      |
| ---- | --------- | ------- | ------------------ | -------------------------------- | ------------- |
| 2004 | Wimbledon | Fű      | Viktorija Azaranka | Marina Eraković Monica Niculescu | 6–4, 3–6, 6–4 |

## WTA-döntői

### Egyéni
| Összesítés           |                        |
| Grand Slam-torna (0) |                        |
| Tier I (0)           | Premier Mandatory* (0) |
| Tier II (0)          | Premier Five* (0)      |
| Tier III (0-1)       | Premier* (0-1)         |
| Tier IV (0)          | International* (0-2)   |
| Tier V (0)           | Challenger* (0)        |

* 2009-től megváltozott a tornák rendszere.
 Az egymás mellett azonos színnel jelölt tornatípusok között nincs teljes mértékű megfelelés.

#### Elveszített döntői (4)
| No. | Dátum                | Helyszín                                                     | Borítás    | Ellenfél a döntőben | Eredmény a döntőben | Eredmény a döntőben |
| 1.  | 2008. március 1.     | Cellular South Cup, Memphis, Egyesült Államok                | Kemény (f) | Lindsay Davenport   | 2–6, 1–6            |                     |
| 2.  | 2009. október 25.    | Kreml Kupa, Moszkva, Oroszország                             | Kemény (f) | Francesca Schiavone | 3–6, 0–6            |                     |
| 3.  | 2010. április 11.    | MPS Group Championships, Ponte Vedra Beach, Egyesült Államok | Salak      | Caroline Wozniacki  | 2–6, 5–7            |                     |
| 4.  | 2013. szeptember 14. | Tashkent Open, Taskent, Üzbegisztán                          | Kemény     | Bojana Jovanovski   | 6–4, 5–7, 6–7(3)    |                     |

### Páros

#### Győzelmei (8)
| Összesítés           |                        |
| Grand Slam-torna (0) |                        |
| Tier I (0)           | Premier Mandatory* (1) |
| Tier II (0)          | Premier Five* (0)      |
| Tier III (1)         | Premier* (1)           |
| Tier IV (0)          | International* (5)     |
| Tier V (0)           | Challenger* (0)        |

* 2009-től megváltozott a tornák rendszere.
 Az egymás mellett azonos színnel jelölt tornatípusok között nincs teljes mértékű megfelelés.
|    | Dátum                | Torna                                                   | Borítás    | Partner              | Ellenfelek a döntőben                     | Eredmény a döntőben | Eredmény a döntőben |
| 1. | 2008. május 19.      | Istanbul Cup, Isztambul, Törökország                    | Salak      | Jill Craybas         | Marina Eraković Polona Hercog             | 6–1, 6–2            |                     |
| 2. | 2009. szeptember 20. | Guangzhou International Women’s Open, Kanton, Kína      | Kemény     | Taccjana Pucsak      | Date Kimiko Szun Tien-tien                | 3–6, 6–2, [10–8]    |                     |
| 3. | 2009. szeptember 26. | Tashkent Open, Taskent, Üzbegisztán                     | Kemény     | Taccjana Pucsak      | Vitalija Gyjacsenko Kacjarina Dzehalevics | 6–2, 6–7(1), [10–8] |                     |
| 4. | 2010. október 9.     | China Open, Peking, Kína                                | Kemény     | Csuang Csia-zsung    | Gisela Dulko Flavia Pennetta              | 7–6(2), 1–6, [10–7] |                     |
| 5. | 2011. február 19.    | Cellular South Cup, Memphis, Egyesült Államok           | Kemény (f) | Alla Kudrjavceva     | Andrea Hlaváčková Lucie Hradecká          | 6–3, 4–6, [10–8]    |                     |
| 6. | 2011. június 12.     | AEGON Classic, Birmingham, Egyesült Királyság           | Fű         | Alla Kudrjavceva     | Sara Errani Roberta Vinci                 | 1–6, 6–1, [10–5]    |                     |
| 7. | 2011. augusztus 27.  | New Haven Open, New Haven, Egyesült Államok             | Kemény     | Csuang Csia-zsung    | Sara Errani Roberta Vinci                 | 7–5, 6–2            |                     |
| 8. | 2012. május 26.      | Internationaux de Strasbourg, Strasbourg, Franciaország | Salak      | Klaudia Jans-Ignacik | Natalie Grandin Vladimíra Uhlířová        | 6–7(4), 6–3, [10–3] |                     |

#### Elveszített döntői (6)
|    | Dátum                | Torna                                              | Borítás    | Partner          | Ellenfelek a döntőben            | Eredmény a döntőben |
| 1. | 2008. április 14.    | Family Circle Cup, Charleston, Egyesült Államok    | Salak      | Gallovits Edina  | Katarina Srebotnik Szugijama Ai  | 2–6, 2–6            |
| 2. | 2011. július 31.     | Citi Open, Washington, D.C., Egyesült Államok      | Kemény     | Alla Kudrjavceva | Szánija Mirza Jaroszlava Svedova | 3–6, 3–6            |
| 3. | 2012. február 25.    | Cellular South Cup, Memphis, Egyesült Államok      | Kemény (f) | Vera Dusevina    | Andrea Hlaváčková Lucie Hradecká | 3–6, 4–6            |
| 4. | 2013. szeptember 14. | Tashkent Open, Taskent, Üzbegisztán                | Kemény     | Mandy Minella    | Babos Tímea Jaroszlava Svedova   | 3-6, 3-6            |
| 5. | 2014. április 7.     | Monterrey Open, Monterrey, Mexikó                  | Kemény     | Babos Tímea      | Darija Jurak Megan Moulton-Levy  | 6–7(5), 6–3, [9–11] |
| 6. | 2016. szeptember 24. | Guangzhou International Women’s Open, Kanton, Kína | Kemény     | Vera Lapko       | Asia Muhammad Peng Suaj          | 2–6, 6–7(3)         |

## WTA 125K döntői: 3 (1–2)

### Egyéni: 1 (0–1)
| Eredmény | No. | Dátum            | Torna                           | Borítás | Ellenfél a döntőben | Eredmény |
| -------- | --- | ---------------- | ------------------------------- | ------- | ------------------- | -------- |
| Döntő    | 1.  | 2021. július 11. | Nordea Open, Båstad, Svédország | Salak   | Nuria Párrizas Díaz | 2–6, 2–6 |

### Páros: 2 (1–1)
| Eredmény | No. | Dátum              | Torna                         | Borítás     | Partner          | Ellenfelek a döntőben              | Eredmény         |
| -------- | --- | ------------------ | ----------------------------- | ----------- | ---------------- | ---------------------------------- | ---------------- |
| Döntő    | 1.  | 2012. november 4.  | Taipei Open, Tajvan           | Szőnyeg (f) | Csang Kaj-csen   | Csan Hao-csing Kristina Mladenovic | 7–5, 2–6, [8–10] |
| Győztes  | 1.  | 2021. augusztus 8. | Belgrade Ladies Open, Belgrád | Salak       | Lidzija Marozava | Aljona Fomina Jekatyerina Jasina   | 6–2, 6–2         |

## Eredményei Grand Slam-tornákon

### Egyéni
| Grand Slam | Australian Open | Australian Open     | Roland Garros  | Roland Garros      | Wimbledon      | Wimbledon           | US Open        | US Open          |
| Év         | Eredmény        | Utolsó ellenfél     | Eredmény       | Utolsó ellenfél    | Eredmény       | Utolsó ellenfél     | Eredmény       | Utolsó ellenfél  |
| 2007       | −               | −                   | −              | −                  | 2. kör         | Marion Bartoli      | 2. kör         | Jelena Janković  |
| 2008       | 1. kör          | Cvetana Pironkova   | 3. kör         | J Gyementyjeva     | 1. kör         | Nagyja Petrova      | 2. kör         | Szugijama Ai     |
| 2009       | 1. kör          | Amélie Mauresmo     | 3. kör         | Li Na              | 2. kör         | Li Na               | 1. kör         | Szánija Mirza    |
| 2010       | 1. kör          | Angelique Kerber    | 2. kör         | Daniela Hantuchová | 1. kör         | A Parra Santonja    | 1. kör         | J Gyementyjeva   |
| 2011       | 1. kör          | A Csakvetadze       | 2. kör         | Marion Bartoli     | 1. kör         | Agnieszka Radwańska | 1. kör         | Jelena Dokić     |
| 2012       | 2. kör          | A Medina Garrigues  | 2. kör         | Angelique Kerber   | 2. kör         | K Zakopalová        | 3. kör         | Angelique Kerber |
| 2013       | 2. kör          | Li Na               | 1. kör         | Marion Bartoli     | 1. kör         | Simona Halep        | 1. kör         | Li Na            |
| 2014       | 2. kör          | Agnieszka Radwańska | 1. kör         | Claire Feuerstein  | 1. kör         | S Soler Espinosa    | 1. kör         | Eugenie Bouchard |
| 2015       | Selejtező       | Selejtező           | Selejtező      | Selejtező          | 4. kör         | Madison Keys        | 2. kör         | Mona Barthel     |
| 2016       | 1. kör          | Tatjana Maria       | 1. kör         | Mónica Puig        | 1. kör         | L Arruabarrena      | Selejtező      | Selejtező        |
| 2017       | Selejtező       | Selejtező           | Selejtező (Q1) | Selejtező (Q1)     | Selejtező (Q1) | Selejtező (Q1)      | –              | –                |
| 2018       | –               | –                   | –              | –                  | –              | –                   | Selejtező (Q3) | Selejtező (Q3)   |
| 2019       | Selejtező (Q3)  | Selejtező (Q3)      | –              | –                  | –              | –                   | Selejtező (Q2) | Selejtező (Q2)   |
| 2020       | Selejtező (Q2)  | Selejtező (Q2)      |                |                    | elmaradt       | elmaradt            | 2. kör         | Sloane Stephens  |
| 2021       | Selejtező (Q1)  | Selejtező (Q1)      | 1. kör         | Jelena Vesznyina   | 1. kör         | Coco Vandeweghe     | Selejtező (Q1) | Selejtező (Q1)   |
| 2022       | Selejtező (Q3)  | Selejtező (Q3)      | Selejtező (Q1) | Selejtező (Q1)     | –              | –                   | –              | –                |
| 2023       | –               | –                   | Selejtező (Q1) | Selejtező (Q1)     | –              | –                   | Selejtező (Q1) | Selejtező (Q1)   |

### Páros
| Grand Slam | Australian Open        | Australian Open                | Roland Garros           | Roland Garros               | Wimbledon              | Wimbledon                        | US Open                | US Open                           |
| Év         | Eredmény Partner       | Utolsó ellenfél                | Eredmény Partner        | Utolsó ellenfél             | Eredmény Partner       | Utolsó ellenfél                  | Eredmény Partner       | Utolsó ellenfél                   |
| 2007       | −                      | −                              | −                       | −                           | −                      | −                                | 1. kör A-L Grönefeld   | Sz Kuznyecova Nagyja Petrova      |
| 2008       | 2. kör Andrea Petković | C. Black L. Huber              | 1. kör Andrea Petković  | D Hantuchová C Wozniacki    | 1. kör Andrea Petković | Bacsinszky Tímea Tathiana Garbin | 1. kör Andrea Petković | Alexa Glatch Coco Vandeweghe      |
| 2009       | 1. kör Andrea Petković | C. Black L. Huber              | 1. kör Andrea Petković  | D Hantuchová C Wozniacki    | −                      | −                                | 3. kör Andrea Petković | M Kirilenko Jelena Vesznyina      |
| 2010       | 1. kör Andrea Petković | C. Black L. Huber              | 3. kör Andrea Petković  | D Hantuchová C Wozniacki    | 2. kör Andrea Petković | Bacsinszky Tímea Tathiana Garbin | 2. kör Andrea Petković | Alexa Glatch Coco Vandeweghe      |
| 2011       | 3. kör Andrea Petković | Sahar Peér Peng Suaj           | 1. kör Andrea Petković  | D Hantuchová C Wozniacki    | 2. kör Andrea Petković | Bacsinszky Tímea Tathiana Garbin | 1. kör Andrea Petković | Alexa Glatch Coco Vandeweghe      |
| 2012       | 1. kör Andrea Petković | Sahar Peér Peng Suaj           | 2. kör Andrea Petković  | D Hantuchová C Wozniacki    | 3. kör Andrea Petković | Bacsinszky Tímea Tathiana Garbin | 1. kör Mona Barthel    | Andrea Hlaváčková Lucie Hradecká  |
| 2013       | 2. kör Kiki Bertens    | M Johansson Pauline Parmentier | 2. kör Kiki Bertens     | A-L Grönefeld Květa Peschke | 1. kör Irina Falconi   | Jana Čepelová O Kalasnikova      | 1. kör Mona Barthel    | Andrea Hlaváčková Lucie Hradecká  |
| 2014       | 1. kör Kiki Bertens    | M Johansson Pauline Parmentier | 1. kör Elina Szvitolina | Kaia Kanepi A Panova        | –                      | –                                | –                      | –                                 |
| 2015       | –                      | –                              | –                       | –                           | –                      | –                                | 2. kör Madison Brengle | Eugenie Bouchard Jelena Vesznyina |
| 2016       | 1. kör Madison Brengle | Darja Kaszatkina Danka Kovinić | –                       | –                           | –                      | –                                | –                      | –                                 |
| 2017       | –                      | –                              | –                       | –                           | –                      | –                                | –                      | –                                 |

## Év végi világranglista-helyezései
| Év     | 2004 | 2005 | 2006 | 2007 | 2008 | 2009 | 2010 | 2011 | 2012 | 2013 | 2014 | 2015 | 2016 | 2017 | 2018 | 2019 | 2020 | 2021 | 2022 |
| Egyéni | 600. | –    | 334. | 49.  | 49.  | 52.  | 74.  | 114. | 57.  | 95.  | 145. | 69.  | 199. | 271. | 427. | 194. | 133. | 134. | 607. |
| Páros  | 677. | 731. | 467. | 404. | 58.  | 72.  | 29.  | 44.  | 61.  | 60.  | 137. | 364. | 247. | 493. | 753. | 199. | 251. | 190. | 507. |